# 諸聲寒蟬
諸聲寒蟬（学名：[Meimuna multivocalis] 错误：{{Lang}}：文本有斜体标记（帮助））为蟬科寒蟬屬下的一个种。